# Изгубљена љубав
Изгубљена љубав (тур. Acı hayat) турска је телевизијска серија, снимана од 2005. до 2007.
У Србији је 2016. и 2017. приказивана на телевизији Пинк.

## Синопсис
Мехмет је очајнички заљубљен у Нермин. Њих двоје живе у предграђу Истанбула и само су један корак од сиромаштва. Иако се труде да остваре своје снове, уплове у брачне воде и нађу себи пристојан дом, ствари ће се у једном тренутку отети контроли.
Нермин прави велику грешку након што упознаје Ендера. Проводи ноћ са њим и након тога нема другог избора него да се уда за њега. Она оставља Мехмета и сиромаштво и започиње нови живот у луксузу и раскошу. Међутим, да ли ће заборавити своју велику љубав, Мехмета?

## Сезоне
| Сезона | Сезона | Број епизода (н) / (и)         | Приказивање у Турској                | Приказивање у Србији                         |
| ------ | ------ | ------------------------------ | ------------------------------------ | -------------------------------------------- |
|        | 1      | 23 / 45 (1 — 23) / (1 — 45)    | 14. децембар 2005 — 12. јун 2006. () | 10. октобар 2016 — 22. децембар 2016. (Пинк) |
|        | 2      | 36 / 64 (24 — 59) / (46 — 109) | 9. октобар 2006 — 25. јун 2007. ()   | 22. децембар 2016 — 28. март 2017. (Пинк)    |

## Улоге
| Глумац:                   | Улога:              |
| ------------------------- | ------------------- |
| Кенан Имирзалиоглу        | Мехмет Косовали     |
| Селин Демиратар           | Нермин Јилдиз       |
| Огуз Галели               | Ендер Керванџиоглу  |
| Ебру Кочага               | Филиз Керванџиоглу  |
| Ахмет Јенилмез            | Хасан               |
| Екин Туркмен              | Озлем Косовали      |
| Мурат Сојдан              | Џелал Косовали      |
| Мерал Орхонсај            | Султан Косовали     |
| Ферди Мертер              | Сефа Керванџиоглу   |
| Анта Торос                | Белкис Керванџиоглу |
| Тургај Танулку            | Сабри Јилдиз        |
| Налан Башаран             | Асије Јилдиз        |
| Озлем Торхал              | Муге                |
| Гулсевен Јилмаз           | Мелек               |
| Текин Темел               | Шукру               |
| Угур Ташдемир             | Чагадаш             |
| Мехмет Полат              | Бекир Карадаг       |
| Мурат Јатман              | Бетон               |
| Сулејман Арслан           | Суло                |
| Енис Ајбар                | Узун                |
| Сахин Челик               | Терзи               |
| Хусејин Елмалипинар       | Нуман               |
| Ерџан Демирел             | Рахман Мораш        |
| Халил Ибрахим Калајџиоглу | Топал Изет          |